# Allemands de la Légion étrangère française dans la guerre d'Indochine
Les Allemands de la Légion étrangère française dans la guerre d'Indochine représentent des effectifs de plusieurs dizaines de milliers de soldats,,, et plus de la moitié de la Légion étrangère française dans ce conflit lié à la décolonisation. Ils ont été envoyés sur les opérations les plus difficiles et les plus dangereuses de la guerre d'Indochine et, selon les historiens, une partie est passée à l'ennemi en cours de conflit.

## Contexte
En 1945, à la fin de la Seconde Guerre mondiale, des centaines de milliers de prisonniers allemands sont parqués dans des camps français, mais le problème dépasse de loin les compétences de la France : les Alliés devaient gérer au total en Europe onze millions de prisonniers de guerre allemands, détenus dans des conditions difficiles, dont plus d’un demi-million sous l'autorité directe de la France. Ces chiffres incluent les 210 000 Allemands capturés pendant l'opération Overlord et 30 000 à 50 000 autres pris en Normandie, lors de la bataille de Falaise, en août 1944. Entre 1944 et 1948, près de 25 000 prisonniers de guerre allemands ont péri dans ces camps.
Pour pallier le manque de soldats disponibles au moment de la tentative française de « reprise en main de la colonie » indochinoise, une solution fut rapidement mise sur pied : le 22 mars 1947, le consensus politique français vota les crédits d'un corps expéditionnaire destiné à cette colonie. Une vaste campagne de recrutement fut alors lancée dans différents territoires allemands sous occupation française : Württemberg-Hohenzollern, Pays de Bade, Rhénanie-Palatinat et Sarre, avec des bureaux de recrutement et des campagnes d’affichage.

## Poids dans la Légion étrangère française
La moitié des effectifs de la Légion étrangère était allemande et leur langue y était parlée. Les Allemands « spécialisés » dans l'artillerie, les unités mobiles, les blindés notamment, étaient très recherchés pour l'Indochine, ainsi que les parachutistes.
Les prisonniers allemands enrôlés dans la Légion française furent entre 20 000 et 30 000 sur un contingent de 70 000 hommes, et « se sont retrouvés presque immédiatement en Indochine. »
La proportion de SS parmi eux varie, selon les estimations, de 8 à 10%, dans les classes d'âge inférieures. La Légion étrangère n'a « pas été très regardante », mais la guerre d'Indochine n'a pas non plus été « le point de ralliement des anciens nazis » dénoncé par certains articles de L'Humanité d’après-guerre ou de l’organe officiel du parti au pouvoir en Allemagne de l’Est Neues Deutschland, selon Pierre Thoumelin.

## Thèse de Pierre Thoumelin
Les situations endurées au combat sur le front par ces Allemands de la Légion étrangère, et leur poids dans les effectifs, étaient relativement inconnus avant la thèse d'histoire de Pierre Thoumelin, à l’université de Caen. 
Pierre Thoumelin, 25 ans, officier de gendarmerie français en formation, s'est lancé dans cette thèse de doctorat d'histoire, en exploitant les archives du registre des soldats de l’armée allemande tombés au cours des deux dernières guerres mondiales, révélant que plus de 2 600 Allemands étaient « morts pour la France » et ce, juste après la Seconde Guerre mondiale, certaines familles demandant que cette mention soit retirée du dossier de leur fils.

## Pertes et opérations
C'est au cours de la guerre d'Indochine que la Légion étrangère a connu ses plus grosses pertes (plus de 10 000 hommes), plus qu'au cours de la Première Guerre mondiale, selon Pierre Thoumelin. À la bataille de Diên Biên Phu, qui s'est soldée par de lourdes pertes, au terme d'opérations très risquées, environ 1 600 Allemands ont combattu dans six bataillons de légionnaires.

## Passages à l'ennemi
Certains légionnaires ont déserté, passant au service du Việt Minh, dont une partie sont ensuite revenus en République démocratique allemande, accueillis en héros d’une guerre communiste, parfois contraints de participer à des meetings politiques contre la France coloniale.
Un documentaire diffusé par Arte en 2005 a raconté le parcours d'un légionnaire fait prisonnier par un groupe viet-minh, qui l'a mené à leur capitaine allemand, et estimé qu'environ 1 400 légionnaires allemands auraient changé de camp pendant la guerre d'Indochine.

## Participation des anciens SS

### Archives allemandes
Les archives allemandes, restées inexploitées jusqu'à la thèse de Pierre Thoumelin, en 2013, révèlent que des SS ont réussi à déjouer, en masse, les contrôles, passant les différents filtres, même si, sur 30 000 soldats allemands dans la Légion étrangère française, il n’y avait que 3 000 à 4 000 ex-Waffen SS soit, en réalité, une proportion de moins d'un dixième, plutôt assez conforme à la proportion des différentes armées de l’Allemagne nazie. 
La forte représentation des légionnaires issus de la Kriegsmarine et de la Luftwaffe s’explique par les nombreux marins allemands faits prisonniers dans les ports militaires du sud de la France.

### Politique de la Légion
Le cas d'ancien soldats de la Waffen-SS est ainsi resté une information sensible dans la Légion étrangère française au lendemain de la Seconde Guerre mondiale. Tout d'abord, l'autorité légionnaire nie leur présence, afin de ne pas entacher son prestige et pas se voir coller une étiquette fasciste. Mais de nombreux témoignages affirment le contraire:116. Les bureaux de recrutement ont donc enrôlé en connaissance de cause des soldats de la Waffen-SS en connaissant les antécédents militaires de leurs candidats:121. La Légion tente de repérer les anciens soldats de la Waffen-SS à l'aide de tatouages répandus dans la section.
Face aux polémiques, la Légion étrangère dissimula son action et minimisa dans ses statistiques le nombre d’Allemands. Ainsi, elle a refusé de communiquer les dossiers personnels, même si ces anciens SS étaient, en réalité, minoritaires dans ses rangs.

### Polémiques

#### Dans la presse
Si la France a essayé de dissimuler le rôle des Allemands dans ses guerres coloniales, c'est en raison de polémiques entretenues dans la presse française pendant la guerre d'Indochine, tendant à réduire leur place à celle d'anciens SS, et plus tard résumés dans le livre polémique La Garde du diable : des SS en Indochine, publié en 1974 par le Canadien Georges Robert Elford. Un colonel du 3e régiment étranger d’infanterie fut notamment questionné sur la présence de plus de 50 % d’Allemands au sein d’un renfort de 2 000 hommes. Certaines rumeurs parlèrent même de la présence des auteurs du massacre d'Oradour-sur-Glane.
Dès le 20 décembre 1946, Grégoire Koulischer, chroniqueur de politique étrangère du quotidien du Parti socialiste belge, Le Peuple, avait observé que l'armée française emploie, via la Légion étrangère, « des Allemands, anciens soldats de l’Afrika-Korps de Rommel, faits prisonniers en Afrique. »
À L'Humanité, le chef du service international Pierre Courtade, qui a séjourné dans les maquis viet minh, fin 1952 début 1953, et contribué à un numéro spécial de 80 pages, son adjoint et successeur Yves Moreau y consacrent aussi de nombreux articles et livres, certains accusant la France de complaisance à l’égard des « ex-nazis de la Légion étrangère » envoyés en Indochine sur les missions les plus difficiles : sur les 72 833 légionnaires qui y servirent, près de 12 % périrent, soit le pire taux de pertes humaines.

#### Accusations de pratiques de la torture
Le 22 mars 1947, le jeune résistant René L'Hermitte, envoyé à Saïgon comme envoyé spécial de L'Humanité cite un officier dénonçant des tortures contre des prisonniers Viet-minh.
En juillet 1949, le journal Témoignage chrétien publie le récit de Jacques Chegaray sur l'utilisation de la torture en Indochine par l'Armée et deux mois après c'est le nouveau quotidien breton Ouest-Matin, fondé peu avant par des chrétiens de gauche, qui fait d'autres révélations, suscitant l'animosité d'une bonne partie des chrétiens contre la guerre.

#### Les cas des rexistes belges
Le cas de Roger Degueldre, fondateur et leader militaire des commandos Delta de l'Organisation armée secrète, a attiré l'attention de la presse, dès le putsch des généraux d'Alger, sur le cas des rexistes belges ayant rejoint l'armée française. Il existe une polémique sur le passé de Roger Degueldre, ses soutiens affirmant qu'il était résistant, et ses détracteurs qu'il a servi dans la légion wallonne SS. Le fils d'une de ses victimes a publié une enquête à ce sujet.

### Ouvrages cités
- Georges Robert Elford (trad. de l'anglais par Claude Elsen), La Garde du diable : Des SS en Indochine [« Devil’s guard »], Paris, Fayard, 1974, 298 p. (OCLC 1223453870, lire en ligne).
- Pierre Thoumelin, L’Ennemi utile 1946-1954 : des vétérans de la Wehrmacht et de la Waffen-SS dans les rangs de la Légion étrangère en Indochine, Fareham, Schneinder Text, 2013, 167 p., 20 cm (ISBN 978-2-91187-030-9, OCLC 935360068, lire en ligne).

### Articles cités
- Catherine Lanneau, « Contre-propagande sur l'Indochine : La France officielle face à l'anticolonialisme en Belgique francophone (1946-1950) », Guerres mondiales et conflits contemporains, vol. 241, no 1,‎ 2011, p. 75-90 (DOI https://doi.org/10.3917/gmcc.241.0075).
- Édouard Launet, « Indochine : la légion des inconnus de la Wehrmacht », Libération,‎ 5 mars 2014 (lire en ligne).
- Pierre Thoumelin, « L’Ennemi utile », Inflexions, vol. 28, no 1,‎ 2015, p. 83-87 (DOI https://doi.org/10.3917/infle.028.0083).
- Alain Ruscio, « La Fin de la guerre d’Indochine (1953-1954) vue par L'Humanité », Les Cahiers d’histoire. Revue d’histoire critique, no 92,‎ 2003, p. 87-101 (DOI https://doi.org/10.4000/chrhc.1420).